# Auktionstheorie
Die Auktionstheorie ist ein Spezialgebiet der Spieltheorie und gehört zur Mechanismus-Design-Theorie. Sie befasst sich mit Auktionen als Marktinstrumenten mit expliziten Regeln, die festlegen, auf welche Weise die Zuteilung von Ressourcen und der anfallende Preis anhand von Geboten der Marktteilnehmer erfolgt.
Für Pionierarbeiten in der Auktionstheorie wurden Paul R. Milgrom und  Robert B. Wilson 2020 mit dem Alfred-Nobel-Gedächtnispreis in Wirtschaftswissenschaften geehrt und bereits 1996 erhielt unter anderem für Arbeiten zur Auktionstheorie William Vickrey ebenfalls den Preis.

## Untersuchungsgegenstand
Als Auktion wird hier im Allgemeinen ein Mechanismus zur Allokation eines oder mehrerer Güter verstanden. Die Präferenzen der Teilnehmer sind dabei ihre privaten Zahlungsbereitschaften oder Reservationspreise für Güter oder Güterbündel. Man betrachtet sowohl direkte Mechanismen, in denen Handlungsoptionen der Spieler Gebote für Güter oder Güterbündel darstellen, als auch indirekte, in denen die Spieler beispielsweise Indifferenzmengen bezüglich vorgegebener Güterpreise angeben. Das Auktionsergebnis, also die Allokation und die Geldzahlungen, hängt ausschließlich von den Geboten ab. Daraus ergeben sich zwei wesentliche Eigenschaften von Auktionen:
Anonymität: Das Auktionsergebnis hängt nicht von der Identität der Bieter ab, sondern ist symmetrisch in Hinblick auf die Teilnehmer, und
Universalität: Die Auktionsregeln abstrahieren von den spezifischen Eigenschaften des Gutes, d. h. der gleiche Auktionstyp kann in einer Vielzahl von Märkten verwendet werden.
In Abgrenzung zum allgemeinen Mechanismusdesign nimmt man in der Auktionstheorie an, dass die Teilnehmer quasilineare Nutzenfunktionen haben, dass also Unterschiede in den Präferenzen durch Geldzahlungen ausgeglichen werden können. Weiterhin sind die Auktionsregeln allgemein bekannt und die Auktionsteilnehmer verhalten sich strategisch, maximieren also ihren privaten Nutzen. Die Teilnehmerpräferenzen werden als zufällige Größen dargestellt, das Mechanismus-Design-Problem daher auf ein Bayessches Spiel angewandt. Die Auktionstheorie analysiert typischerweise das Ergebnis von Auktionen im Gleichgewicht.
Das Verhalten von menschlichen Teilnehmern an Auktionen wird dagegen in der Experimentellen Ökonomik untersucht. Unter der Annahme Unvollständiger Information ergeben sich andere, als hier dargestellte Ergebnisse z. B. der Fluch des Gewinners.
Auktionsverfahren werden dabei hauptsächlich in Hinblick auf zwei mögliche Eigenschaften untersucht:
Effizienz: Die Allokation soll (im Gleichgewicht) die Summe der individuellen Nutzen maximieren. Da Zahlungsströme ausschließlich zwischen Auktionsteilnehmern erlaubt sind, summieren diese sich zu Null auf und spielen daher bei der Effizienz keine Rolle. Zur Optimierung eines Auktionsdesigns in Hinblick auf Effizienz werden Zahlungen lediglich zur Anreizsetzung für die Teilnehmer definiert. Auktionsdesign mit Ziel der Effizienzmaximierung spielt vornehmlich eine Rolle, wenn die öffentliche Hand Ressourcen wie etwa Funkspektren an Teilnehmer der Privatwirtschaft vergeben will. Ein Beispiel dafür war die Versteigerung der UMTS-Lizenzen in Deutschland im Jahre 2000. Die klassische ökonomische Theorie ist dabei indifferent für Zahlungsströme innerhalb einer Volkswirtschaft und untersucht auch nicht längerfristige industrieökonomische Auswirkungen des Auktionsergebnisses. (Spectrum auction)
Erlösmaximierung: Hier wird ein ausgezeichneter Auktionsteilnehmer, der Verkäufer, definiert und das Auktionsdesign wird so gewählt, dass dessen Nutzen maximiert wird. Über Anwendungen in der Privatwirtschaft hinausgehend, werden auch Ausschreibungen in der Regel als erlösmaximierende Auktionen gestaltet.

## Modellierung der Güter
- Soll ein einziges unteilbares Gut versteigert werden, spricht man von einer Eingutauktion.
- Mehrere gleichartige (homogene) Güter werden in einer Mehrgutauktion versteigert.
- Eine Auktion für verschiedenartige (heterogene) Güter heißt kombinatorische Auktion.
- Schließlich betrachtet man noch Auktionen für teilbare Güter.

## Modellierung der Nutzenfunktionen
Man unterscheidet zwei Ansätze, den Nutzen der Teilnehmer am Auktionsgut zu modellieren.
Beim Modell der privaten Werte ergibt sich der Nutzen für jeden Teilnehmer als individuelle Präferenz. Diese Präferenz wird in der Regel als Zufallsvariable modelliert. Sind die Zufallsvariablen der Teilnehmer unabhängig voneinander, ergibt sich das Modell der privaten unabhängigen Nutzen. Im Standardmodell nimmt man zusätzlich noch an, dass die Bieter symmetrisch sind, d. h., dass ihre Präferenzen alle der gleichen Verteilung unterliegen.
Wenn die Nutzen der Teilnehmer von einer gemeinsamen Variablen abhängen, spricht man vom Modell der gemeinsamen Werte (common values). Anwendungsbeispiele für dieses Modell sind etwa die Versteigerung einer Geldbörse mit unbekanntem Inhalt oder einer Lizenz für den Rohstoffabbau in einem gewissen Territorium. Die Theorie modelliert hier Informationsasymmetrien zwischen den Teilnehmern als private Signale, die mit der zugrundeliegenden gemeinsamen Variable korreliert sind.
Die Theorie untersucht auch Mischfälle aus diesen beiden Kategorien. Beim Beispiel der Lizenz zum Rohstoffabbaus ist zwar der Wert des zu hebenden Rohstoffes für alle Teilnehmer gleich, es mag aber Firmen geben, die über einen Vorteil in der Ausstattung mit spezifischer Technologie oder geeignetem Personal verfügen.

## Eingutauktionen

### Standard-Auktionstypen
Speziell für Eingutauktionen gibt es eine Reihe überlieferter Auktionstypen.
Im Private-Werte-Modell am einfachsten zu analysieren ist die Zweitpreisauktion mit verdeckten Geboten oder Vickreyauktion. Hier geben die Bieter unabhängig voneinander jeweils ein Gebot für das Auktionsgut ab, von denen das höchste gewinnt. Der Gewinner bezahlt den Preis des zweithöchsten Gebotes. Für die Bieter ist hier wahrheitsgemäßes Bieten schwach dominante Strategie und die Auktion ist effizient.
Die klassische Erstpreisauktion mit verdeckten Geboten erlaubt die explizite Berechnung der Gleichgewichtsstrategien. Im Nash-Gleichgewicht bieten die Teilnehmer weniger als ihren privaten Wert (bid shading), es gibt hier keine dominanten Strategien. Auch die Erstpreisauktion ist effizient.
Weitere Varianten der Preisfindung sind denkbar, so etwa die Drittpreisauktion oder die sogenannte All-Pay-Auktion, in der die Bieter ihren Gebotswert unabhängig davon, ob sie den Zuschlag erhalten, bezahlen.
Andere Auktionsformen sehen eine offene Gebotsabgabe vor. Bekannteste Grundform ist die englische Auktion, bei der ansteigende Gebote sequentiell und offen abgegeben werden. Die Gebote konkurrierender Bieter können hier als Signale über deren Typ verstanden werden. Eine Analyse dessen erfordert ein Modell mit Common-Value-Elementen. Bei der Holländischen Auktion zeigt eine rückwärts laufende Uhr den Preis an; sie stoppt, sobald ein Gebot abgegeben wird, und der Gewinner zahlt den angezeigten Preis.

### Erlösäquivalenz
Ein wichtiges Ergebnis der Auktionstheorie ist der Satz über die Erlösäquivalenz (Revenue equivalence theorem). Für den Fall der Versteigerung eines einzelnen Gutes im Modell mit privaten Werten besagt es folgendes:
Angenommen, die Bietertypen sind unabhängig und identisch verteilt, und die Bieter sind risikoneutral. Angenommen ferner, zwei Auktionsdesigns erfüllen folgende Voraussetzungen:
- Bieter mit privatem Wert 0 haben einen erwarteten Nutzen von 0 aus der Auktionsteilnahme.
- Die Allokation im Gleichgewicht unterscheidet sich bei beiden Auktionen nicht.

Dann führen beide Auktionsdesigns zum gleichen erwarteten Verkäufererlös.
Insbesondere gilt dies für Erst-, Zweit-, Dritt- und All-Pay-Auktionen, welche alle zum gleichen erwarteten Verkaufserlös führen.

### Reservationspreise
Ein Reservationspreis definiert einen Mindestpreis für den Zuschlag. Wird dieser nicht erreicht, verbleibt das Gut beim Verkäufer. Ein Reservationspreis beeinflusst die Allokation im Gleichgewicht. Auktionen mit unterschiedlich gewählten Reservationspreisen führen zu unterschiedlichen Erlösen.

### Berechnung im Standardmodell
Für das Standardmodell lassen sich mittlere Zahlung in der Zweitpreisauktion mit Reservationspreis {\displaystyle r}, {\displaystyle m^{II}(x,r)} eines Bieters {\displaystyle i} mit Typ {\displaystyle t>r} und mittlerer Erlös berechnen. Sei {\displaystyle F} die Verteilungsfunktion von der Typen {\displaystyle t_{j}}. Wir schreiben {\displaystyle t^{(1),n-1}=\max _{j\neq i}t_{j}}. Man beachte, dass die zufällige Größe {\displaystyle t^{(1),n-1}} die höchste Rangstatistik der {\displaystyle n-1} unabhängig identisch verteilten Zufallsgrößen {\displaystyle t_{j}(j\neq i)} ist. Sei {\displaystyle G} die Verteilungs- und {\displaystyle g} die Dichtefunktion von {\displaystyle t^{(1),n-1}}. Es ergibt sich {\displaystyle m^{II}(t,r)=rG(r)+\int _{r}^{t}yg(y)\,dy}
und für den Verkäufererlös
{\displaystyle {\begin{aligned}R^{II}(r)&=nE(m^{II}(t,r))\\&=n\int _{r}^{\infty }m^{II}(t,r)f(t)\,dt\\&=nr(1-F(r))G(r)\,+\,n\int _{r}^{\infty }s(1-F(s))g(s)\,ds\end{aligned}}}
Zur Bestimmung des erlösmaximierenden Reservationspreises bestimmt man die Bedingung Erster Ordnung, stellt nach {\displaystyle r} um und erhält als Bedingung für den erlösoptimalen Reservationspreis
{\displaystyle {r^{*}}^{II}={\frac {1-F({r^{*}}^{II})}{f({r^{*}}^{II})}}}
Aus der Erlösäquivalenz folgt, dass die erwartete Zahlung der Erstpreisauktion {\displaystyle m^{I}(t,r)} mit {\displaystyle m^{II}(t,r)} übereinstimmt. Andererseits gilt offensichtlich für die Gleichgewichtsstrategie {\displaystyle \beta ^{I}}, dass
{\displaystyle m^{I}(t,r)=G(t)\beta ^{I}(t)} und man erhält
{\displaystyle \beta ^{I}(t,r)=r{\frac {G(r)}{G(t)}}+{\frac {1}{G(t)}}\int _{r}^{t}yg(y)\,dy}

## Mehrgutauktionen
Bei Mehrgutauktionen unterscheidet man Modelle, in denen die Versteigerung mehrerer ununterscheidbarer Kopien eines Gutes betrachtet werden, von solchen mit heterogenen Gütern.

### Klassische Mehrgutauktionen
Sei {\displaystyle n} die Anzahl der Güter. Die Nutzenfunktionen werden als Nachfragevektoren geschrieben. Die Nachfrage für Bieter {\displaystyle i} ist
{\displaystyle b^{i}=(b_{1}^{i},\ldots ,b_{n}^{i})}
wobei {\displaystyle b_{k}^{i}} der incrementelle Nutzen für ein k-tes zusätzliches Gut ist. Man betrachtet in der Regel den Fall fallenden incrementellen Nutzens, nimmt also an, dass {\displaystyle b_{1}^{i}\geq b_{2}^{i}\geq \ldots \geq b_{k}^{i}} gilt.
Als Standard-Mehrgutauktion bezeichnet man Auktionen, in denen die Allokation effizient auf Basis der abgegebenen Gebote ist, d. h. in denen die k höchsten Gebote (gewählt unter allen {\displaystyle b_{j}^{i}} für alle j und i) den Zuschlag erhalten.
Als Verallgemeinerung der Erstpreisauktion bietet sich die Auktion mit diskriminierenden Preisen an. Hier zahlt ein Bieter die Summe seiner gewinnenden Gebote.
Die Zweitpreisauktion bietet zwei denkbare Verallgemeinerungen: zum einen die Einheitspreisauktion, in denen als Einheitspreis das höchste abgelehnte Gebot gewählt wird und jeder Bieter den Einheitspreis, multipliziert mit der Zahl der an ihn allokierten Güter, bezahlt.
Schließlich kann man den Vickrey-Clarke-Groves-Mechanismus auf den Fall der Mehrgutauktion anwenden. Dieser hat die Eigenschaft, wahrheitsgemäßes Bieten in dominanten Strategien zu implementieren und effizient zu sein.

#### Demandreduktion
Die Gleichgewichtsstrategie für die Einheitspreisauktion hat die Eigenschaft, dass für das erste Gut wahrheitsgemäß geboten wird, für alle weiteren aber das Gebot gegenüber dem wahren Nutzen reduziert wird. Für die Auktion mit diskriminierenden Preisen werden die Gebote für alle Güter reduziert. Daraus lässt sich ableiten, dass die Einheits- und Auktion mit diskriminierenden Preisen ineffizient sind, sofern Bieter mehrere Güter nachfragen.

### Mehrgutauktionen mit heterogenen Gütern

#### Berechnung der optimalen Allokation
Sei eine Menge {\displaystyle G} von Gütern gegeben. Die Nutzenfunktion der Bieter bewertet hier Güterbündel und hat die Form
{\displaystyle (v^{i}(B):B\subseteq G)}.
Zur Bestimmung der effizienten Allokation ist hier die Lösung eines ganzzahligen linearen Optimierungsproblems nötig:
{\displaystyle {\begin{aligned}\max &\sum _{i\in I}\sum _{B\subseteq G}v^{i}(B)x_{i}(B)\\{\text{so dass}}\\\sum _{B\subseteq G}x_{i}(B)&\leq 1&{\text{für alle }}i\in I\\\sum _{i\in I}\sum _{B\subseteq G:g\in B}x_{i}(B)&\leq 1&{\text{ für alle }}g\in G\\x_{i}(B)&\in \{0,1\}\end{aligned}}}
{\displaystyle x_{i}(B)} ist die Allokationsfunktion. {\displaystyle x_{i}(B)=1} drückt aus, dass an Bieter i das Bündel B alloziert wird.
Die erste Nebenbedingung besagt, dass jeder Bieter nur ein Bündel bekommt. Die zweite Nebenbedingung sichert, dass jedes Gut {\displaystyle g\in G} höchstens einmal alloziert wird. Die Zielfunktion maximiert den totalen Nutzen.
Das Problem ist NP-vollständig.

#### VCG-Mechanismus
Auch hier implementiert im Private-Werte-Modell der Vickrey-Clarke-Groves-Mechanismus Effizienz in dominanten Strategien.
Der Satz von Ausubel und Milgrom charakterisiert die Klasse von Nutzenfunktionen, in der garantiert ist, dass das Ergebnis des VCG-Mechanismus im Core liegt, also stabil unter Koalitionsbildung ist.

#### Rundenauktionen
Für kombinatorische Auktionen gibt es eine Reihe von Designs, in denen das Endergebnis in einer Folge von Runden gefunden wird. In jeder Runde erhalten die Bieter Informationen in Form einer provisorischen Allokation oder von Preisen und können ihre Gebote entsprechend anpassen. Eine Reihe von Vorteilen werden für Rundenauktionen genannt (Cramton, Ascending Auctions, 2003):
Bieter müssen nicht ihre Nutzenfunktionen für alle Güterbündel berechnen, sondern können sich auf die für sie unter Berücksichtigung des gegebenen Feedbacks attraktivsten Bündel beschränken.
Bieter müssen nicht ihre kompletten Nutzenfunktionen offenlegen, sondern offenbaren ihre Präferenzen nur Stück für Stück, ähnlich wie bei der offen ansteigenden englischen Auktion für ein einzelnes Gut.
Andererseits können die Bieter mit ihren Wertschätzungen voneinander lernen, was eine besondere Rolle spielen mag, wenn das Wertemodell Common-Value-Elemente enthält.

##### Ausubel-Milgrom-Proxyauktion
Bei dieser Rundenauktion erhalten die Bieter als Feedback in jeder Runde Bündelpreise und reichen als Gebot eine Liste der für sie attraktivsten Bündel auf Basis der gegebenen Preise (Indifferenzmenge) ein. Auf Basis der Rundengebote wird eine provisorische Allokation ermittelt. Erhält jeder Bieter ein Element der Indifferenzmenge, ist die Auktion beendet und es wird der gebotene Preis bezahlt. Anderenfalls wird der Preis für die Bündel in den Indifferenzmengen der nicht berücksichtigten Bieter um ein Inkrement erhöht.
Bieten die Bieter wahrheitsgemäß (das heißt, sie geben in jeder Runde die korrekte Indifferenzmenge an), endet die Auktion mit einem Ergebnis, welches einerseits im Core liegt und andererseits den Bietern in der Summe maximalen Profit unter allen Coreelementen gibt.
Weiterhin gilt:
Haben alle Bieter substitutive Wertefunktionen, so bildet wahrheitsgemäßes Spiel ein Nash-Gleichgewicht.
Umgekehrt gilt: Angenommen, es gibt mindestens 4 Bieter und die Menge der möglichen Nutzenfunktionen {\displaystyle {\mathcal {V}}} umfasst die Menge der additiven Nutzenfunktionen {\displaystyle {\mathcal {V}}_{\text{add}}}. Hat nun Bieter 1 eine nicht-substitutive Nutzenfunktion {\displaystyle v_{1}}, so lassen sich additive Nutzenfunktionen {\displaystyle v_{2},v_{3},v_{4}} für die Bieter 2, 3 und 4 konstruieren, so dass wahrheitsgemäßes Spiel kein Nash-Gleichgewicht ist.